# Roman Hatashita
Roman Hatashita (ur. 22 sierpnia 1965 w Kitchener) – kanadyjski judoka. Olimpijczyk z Barcelony 1992, gdzie zajął trzynaste miejsce w wadze lekkiej.
Uczestnik mistrzostw świata w 1989 i 1991. Startował w Pucharze Świata w 1992 roku. Trzykrotny mistrz Kanady w latach 1989-1991.

## Letnie Igrzyska Olimpijskie 1992
| Konkurencja | Eliminacje              | Repasaże                    | Klas. końcowa |
| Konkurencja | Przeciwnik I            | Przeciwnik I                | Miejsce       |
| ----------- | ----------------------- | --------------------------- | ------------- |
| 71 kg       | Bertalan Hajtós (HUN) P | Chaliuny Boldbaatar (MGL) P | 13.           |